# Elisabete Matos
Elisabete Matos (Caldas das Taipas, 1970) es una soprano lírico spinto portuguesa.

## Biografía
Elisabete Matos nació en 1970 Caldas das Taipas, Caldelas, Guimarães, distrito de Braga (Portugal) y estudió canto y piano en su país natal hasta que se trasladó a España a finales de la década de los 80 gracias a una beca.
Debutó en 1988, con apenas 18 años, en el "Coliseu do Porto" como "Frasquita", un personaje de la ópera Carmen (Bizet).
En la Ópera de Hamburgo debutó en 1997 interpretando los roles de Doña Elvira en Don Giovanni de Mozart y el papel de Alice Ford en Falstaf de Verdi.
Cantante descataca de Giacomo Puccini y Giuseppe Verdi, ha descatado interpretando los grandes roles del verismo, incluyendo los roles protagónicos de Tosca, Turandot y La Gioconda. También han sido muy aplaudidas sus interpretaciones de Richard Wagner, tanto en Tristán e Isolda como en la tetralogía de El anillo del Nibelungo, como las de ópera francesa como Climene en El Cid de Jules Massenet.
Además de cultivar el lied ruso o el concierto sinfónico como la Novena Sinfonía de Beethoven bajo la dirección de Lorin Maazel o Jesús López Cobos, Elisabete Matos es también una consumada intérprete de ópera española, interpretando a Salud de La vida breve de Falla, La de Alba de Don Quijote de Cristóbal Halffter, Melibea de La Celestina y Ermissende de Los Pirineos ambas de Felipe Pedrell y, sobre todo, los papeles homónimos de Margarita la tornera y La Dolores de Ruperto Chapí y Tomás Bretón,respectivamente,  grabadas junto a Plácido Domingo. La primera fue grabada para el sello de RTVE, la segunda fue para la casa Decca con la que ganó un Grammy en 2000.
Elisabete Matos participó en los actos de reapertura del Teatro Real de Madrid en 1997 con el estreno mundial de la ópera  Divinas palabras de Antón García Abril  junto a Plácido Domingo. En las siguientes diez temporadas, Matos participó en 8 montajes diferentes. También participó en 2001 en Parma en el concierto homenaje a Giuseppe Verdi que Zubin Mehta dirigió y que contó con la participación de, entre otros, Matos, Plácido, José Carreras y Mariella Devia. En 2013, hizo un recital en el Teatro San Carlos de Lisboa con motivo de sus 25 años de carrera artística.
Matos ha cantados en los teatros de ópera más importantes del mundo como la Ópera de Viena, el Liceo, La Fenice, La Scala, el Teatro San Carlos, el Metropolitan y el Festival de Salzburgo.
Ha sido nombrada Oficial de la Orden del Infante Don Enrique.